# Leus ramuli
Leus ramuli är en skalbaggsart som först beskrevs av Bates 1865.  Leus ramuli ingår i släktet Leus och familjen långhorningar. Inga underarter finns listade i Catalogue of Life.